# Barbie: Chú lính chì
Barbie: Chú lính chì là một bộ phim hoạt hình máy tính và motion capture 2001 dựa trên phim direct-to-video Barbie của đạo diễn Owen Hurley.

## Phân vai lồng tiếng
- Kelly Sheridan vai Barbie/Clara
- Kirby Morrow vai The Nutcracker/Hoàng tử Eric
- Tim Curry vai Vua Chuột
- Peter Kelamis vai Pimm
- Christopher Gaze vai Major Mint
- Ian James Corlett vai Captain Candy
- Chantal Strand vai Kelly
- Kathleen Barr vai Aunt Elizabeth Drosselmayer/Owl
- French Tickner vai Grandfather Drosselmayer
- Alex Doduk vai Tommy
- Britt McKillip vai cô gái Peppermint
- Danny McKinnon vai anh chàng Gingerbread
- Shona Gailbraith vai Fairies

### Phát hành DVD/VHS
DVD và VHS đã được phát hành vào ngày 23 tháng 10 năm 2001. DVD phiên bản mới phim đã được phát hành vào ngày 5 tháng 10 năm 2010.